# Stylasteridae
Stylasteridae é uma família de cnidários hidrozoários da ordem Anthomedusae.

## Géneros
- Adelopora Cairns, 1982
- Astya Stechow, 1921
- Calyptopora Boschma, 1968
- Cheiloporidion Cairns, 1983
- Conopora Moseley, 1879
- Crypthelia Milne-Edwards & Haime, 1849
- Cyclohelia Cairns, 1991
- Distichopora Lamarck, 1816
- Errina Gray, 1835
- Errinopora Fisher, 1931
- Errinopsis Broch, 1951
- Gyropora Boschma, 1960
- Inferiolabiata Broch, 1951
- Lepidopora De Pourtalès, 1871
- Lepidotheca Cairns, 1983
- Paraerrina Broch, 1942
- Phalangopora Kirkpatrick, 1887
- Pliobothrus De Pourtalès, 1868
- Pseudocrypthelia Cairns, 1983
- Sporadopora Moseley, 1879
- Stellapora Cairns, 1983
- Stenohelia Kent, 1870
- Stephanohelia Cairns, 1991
- Stylantheca Fisher, 1931
- Stylaster Gray, 1831
- Systemapora Cairns, 1991